# TMNT (Game Boy Advance)
TMNT är ett datorspel i beat 'em up-genren, utvecklat av Ubisoft Montreal och publicerat av Ubisoft. Det är baserat på on the 2007 års film om Teenage Mutant Ninja Turtles, som hade premiär i USA den 22 mars 2007. Spelet släpptes först i Nordamerika den 20 mars 2007, och senare i Australien den 22 mars 2007, och i Europe den 23 mars 2007. Spelet släpptes även till Xbox 360, Wii, PlayStation 2, GameCube, Windows, Nintendo DS, och PlayStation Portable, men denna version var olik övriga, då den var ett 2.5-D sidscrollande beat-'em-up-spel utan tredimensionella banor. 

## Mottagande
Spelet fick bra kritik. Craig Harris från IGN sade att spelet var ett av de bästa slagsmålsspel han spelat på flera år.
Betyg
| Kritik         | Poäng  |
| -------------- | ------ |
| Game Spy       | 4.5/5  |
| IGN            | 8.5/10 |
| GameSpot       | 8.1/10 |
| Game Daily     | 8/10   |
| PALGN          | 8/10   |
| Nintendo Power | 7/10   |